# Лабиринт (филм)
Вижте пояснителната страница за други значения на Лабиринт.
„Лабиринт“ (на английски: Labyrinth) е американски детски фентъзи филм от 1986 година, режисиран от Джим Хенсън, създателят на „Мъпет Шоу“, и с изпълнителен продуцент Джордж Лукас. Във филма участват Дейвид Боуи в ролята на краля на гоблините Джарет и Дженифър Конъли като Сара Уилямс. Повечето от останалите значителни роли се изпълняват от кукли.

## Филмът
Една вечер родителите на 15-годишната Сара излизат на вечеря и тя трябва да остане да гледа малкото си братче Тоби. За да се спаси от досадното задължение, тя призовава краля на таласъмите да вземе брат ѝ. Кралят на таласъмите Джарет изпълнява желанието ѝ и взема бебето Тоби в двореца си, разположен в центъра на сложен лабиринт. Единственият начин, по който Сара може да спаси малкия си брат, е да премине през дългия лабиринт от опасности и предизвикателства. По пътя към двореца тя ще срещне много нови прители, които ще ѝ помогнат в търсенето на двореца.

## Саундтрак
Саундтракът на филма включва много песни на Дейвид Боуи.